# Miquel Carnicer i Batlle
Miquel Carnicer i Batlle (Tàrrega, 1793 - Sevilla, 1866) fou un guitarrista català de prestigi reconegut. Fou germà petit de Ramón Carnicer i Batlle amb qui es portava quatre anys. Va ser concertista de l'escola de guitarra de Dionisio Aguado.

## Biografia
Marxà a Madrid per esdevenir el deixeble de l'escola de guitarra d'Aguado, que contribuí a donar esplendor a la guitarra com a instrument de concert. Anys més tard es va instal·lar a Sevilla com a professor de guitarra, un cop allà, va compondre peces per a guitarra i va fer molts arranjaments d'obres de moda del moment, entre les quals destaquen algunes del seu germà Ramón. Va ser nomenat el primer professor honorari del Conservatorio de Madrid el 25 de juny de 1832.
Fou dels pocs alumnes del mestre José Joaquín de Virués Spinola, tractadista de Jerez, que el 1831 va publicar la seva obra amb el nom de Geneuphonia o Generación de la Bien Sonancia. Aquest va publicar diferents obres que foren traduïdes a l'anglès, on s'aprecia una clara defensa del sistema harmònic basat en l'ús de només tres acords (tònica, dominant i subdominant).
Al Libro de guitarra de Fernando de Torres Adalid, hi ha una col·lecció de cinc vals d'extraordinària qualitat musical, que demostren de forma clara el seguiment de l'escola d'Aguado, sobretot en el que a la rítmica i al caràcter brillant és refereix. Tots aquests vals són peces apropiades per a programa de concert. L'interès melòdic i harmònic, així com la utilització sistemàtica dels registres tímbrics de la guitarra units a la dificultat tècnica, fan d'aquestes obres excepcionals dins d'un gènere que, en el camp de la música per a guitarra, era més de distracció i aprenentatge que per lluïment i concert.
Una altra obra, que es conserva en el llibre d'Adalid, és la Gran simfonia en l'òpera del mestre Bellini "Norma", que demostra les afirmacions dels seus biogràfics sobre la seva capacitat de fer arranjaments; es tracta d'una obra virtuosística en la qual Carnicer fa gala del seu coneixement dels recursos de l'instrument, així com de la destresa tècnica.

## Obres
- Mazurka i Introducción y Variaciones sobre un tema del "Il Pirata" de Bellini.[1]
- Arranjament la Gran sinfonia en la òpera de Bellini "Norma".
- Diverses peces de vals, minuets i contradanses per a guitarra.[5]
- Transcripció per a guitarra de "Il barbiere di Siviglia" de Ramón Carnicer.[5]